# Met-Rx
Met-Rx es una marca comercial de suplementos dietéticos, considerado como uno de los pioneros de un nuevo estilo de suplementos culturistas.

## Historia
Fue creado por el doctor A. Scott Connelly a mediados de los años 90. En un principio fue pensado como una ayuda para las lesiones musculares hasta que fue descubierto como suplemento por Bill Phillips. Phillips lo promocionó en el mundo de la musculación y pronto adquirió una gran popularidad. En 2000 Connelly vendió sus intereses a Phillips por $108 millones.
Met-Rx contiene una mezcla proteica con los siguientes ingredientes:
- Proteína del suero de leche.
- Caseína
- Leche
- Albúmina
- Calcium caseinate

Estos ingredientes también están combinados con:
- Dextrina
- Vitaminas
- Minerales
- Aminoácidos

## Marketing
En la actualidad Met-Rx patrocina varios eventos deportivos tales como el hombre más fuerte del mundo. En 2004 la compañía afirmó que a partir del momento se convertiría en el patrocinador de los mejores 50 atletas de fuerza 1. Met-Rx también es patrocinador de varios culturistas y celebridades. Phillip Heath y Lauren Jones están entre ellos.